# Tamana (isla)
Tamana es la isla más pequeña del conjunto de las islas Gilbert, pertenecientes a la República de Kiribati, en el océano Pacífico centroccidental. Tiene 4.8 km² de superficie y 875 habitantes en 2005.
- Datos: Q944319
- Multimedia: Tamana Island / Q944319